# Tour de Drenthe féminin 2018
La 12e édition du Tour de Drenthe féminin a lieu le 11 mars 2018. C'est la deuxième épreuve de l'UCI World Tour féminin 2018. Elle est remportée par la Néerlandaise Amy Pieters.

## Parcours
Contrairement aux années précédentes, la course débute à Emmen. Après un premier tour urbain, dans le sud de cette dernière ville, le parcours part en direction du nord pour emprunter plusieurs secteurs pavés consécutifs jusqu'à Exloo. La course tourne alors et se dirige vers l'ouest en directeur du mont VAM. Celui-ci est escaladé trois fois de suite      quasiment sans pause entre sa descente et sa montée. Les coureuses se rendent ensuite à Hoogeveen où après une première boucle urbaine, elles retournent chercher des secteurs pavés, ou forestiers, cette fois à l'ouest d' Hoogeveen. Elles reviennent ensuite en ville sur le circuit urbain traditionnel. L'arrivée est dans l'Alteveerstraat.

## Équipes
| Équipes féminines professionnelles (22)- Alé Cipollini - Astana Women's - Bizkaia-Durango - Boels Dolmans - BTC City Ljubljana - Canyon-SRAM Racing - Cervélo Bigla - Cylance - Experza-Footlogix - FDJ-Nouvelle Aquitaine-Futuroscope - Hitec Products-Birk Sport - Lotto Soudal Ladies - Mitchelton-Scott - Movistar Team - Parkhotel Valkenburg-Destil - Sunweb - Tibco-Silicon Valley Bank - Virtu - Valcar PBM - WaowDeals - Wiggle High5 - WNT-Rotor Pro Cycling Équipe nationale- Pays-Bas |
| |

## Favorites
On s'attend à un duel entre les formations Boels Dolmans et Sunweb.

## Récit de la course
La météo est couverte, mais relativement propice au cyclisme avec une température de 12 °C. Louise Norman Hansen et Annelies Dom sont les premières échappées. Une erreur d'aiguillage au kilomètre dix-sept cause leur retour dans le peloton. On peut noter une attaque de Marjolein van't Geloof. Le peloton arrive au pied du mont VAM groupé. Dans sa dernière ascension, Anouska Koster accélère. Elle est suivie par Sarah Roy et Christine Majerus. Le peloton les reprend rapidement. Le parcours est modifié à la dernière minute avec la suppression du secteur 7 qui devait être emprunté deux fois. Mavi Garcia attaque sur cette partie du parcours. Au même moment, Chantal Blaak est victime d'une chute. Le peloton reprend l'Espagnole avant le circuit urbain. Sur celui-ci, la formation Mitchelton mène le peloton afin de préparer un sprint pour Jolien D'Hoore. De nombreuses attaques ont lieu. Une compte notamment Sarah Roy, Floortje Mackaij et Marianne Vos ; une autre Lisa Brennauer. Dans le dernier tour, Christine Majerus attaque avec Amy Pieters. Gracie Elvin tente ensuite seule et reste un ou deux kilomètres en tête. Un groupe contenant Lisa Brennauer, Floortje Mackaij, Soraya Paladin et Amy Pieters, bientôt rejointes par Mieke Kröger se forme. Le peloton est néanmoins très vigilant. Alors qu'on s'achemine vers un sprint, une chute gêne de nombreuses favorites à deux kilomètres de la ligne, par exemple Kirsten Wild et Lotta Lepistö. Un vent de dos souffle dans la dernière ligne droite. Tiffany Cromwell fait le poisson pilote et lance le sprint avec Amy Pieters et Alexis Ryan dans sa roue. La Néerlandaise produit son effort dès le panneau 350 m. Alexis Ryan la remonte, mais Amy Pieters parvient, en pistarde, à la maintenir à sa hauteur jusqu'au bout. Chloe Hosking, loin derrière, vient compléter le podium,.

## Classements

### Classement final
| \| Classement général \| Classement général \| Classement général \| Classement général \| Classement général \| \| Coureuse \| Coureuse \| Pays \| Équipe \| Temps \| \| ------------------ \| ------------------ \| ------------------ \| ---------------------------------- \| ------------------ \| \| 1re \| Amy Pieters \| Pays-Bas \| Boels Dolmans \| 4 h 06 min 44 s \| \| 2e \| Alexis Magner \| États-Unis \| Canyon-SRAM Racing \| + 0 s \| \| 3e \| Chloe Hosking \| Australie \| Alé Cipollini \| + 1 s \| \| 4e \| Marta Bastianelli \| Italie \| Alé Cipollini \| + 1 s \| \| 5e \| Marianne Vos \| Pays-Bas \| WaowDeals \| + 1 s \| \| 6e \| Coryn Rivera \| États-Unis \| Sunweb \| + 1 s \| \| 7e \| Arlenis Sierra \| Cuba \| Astana Women's Team \| + 1 s \| \| 8e \| Roxane Fournier \| France \| FDJ-Nouvelle Aquitaine-Futuroscope \| + 1 s \| \| 9e \| Floortje Mackaij \| Pays-Bas \| Sunweb \| + 1 s \| \| 10e \| Ellen van Dijk \| Pays-Bas \| Sunweb \| + 1 s \| |                   |            |                                    |                 |
| |                   |            |                                    |                 |
| Sources : ProCyclingStats Cycling Quotient |                   |            |                                    |                 |
| Classement général |                   |            |                                    |                 |
| Coureuse | Coureuse          | Pays       | Équipe                             | Temps           |
| 1re | Amy Pieters       | Pays-Bas   | Boels Dolmans                      | 4 h 06 min 44 s |
| 2e | Alexis Magner     | États-Unis | Canyon-SRAM Racing                 | + 0 s           |
| 3e | Chloe Hosking     | Australie  | Alé Cipollini                      | + 1 s           |
| 4e | Marta Bastianelli | Italie     | Alé Cipollini                      | + 1 s           |
| 5e | Marianne Vos      | Pays-Bas   | WaowDeals                          | + 1 s           |
| 6e | Coryn Rivera      | États-Unis | Sunweb                             | + 1 s           |
| 7e | Arlenis Sierra    | Cuba       | Astana Women's Team                | + 1 s           |
| 8e | Roxane Fournier   | France     | FDJ-Nouvelle Aquitaine-Futuroscope | + 1 s           |
| 9e | Floortje Mackaij  | Pays-Bas   | Sunweb                             | + 1 s           |
| 10e | Ellen van Dijk    | Pays-Bas   | Sunweb                             | + 1 s           |

### UCI World Tour

#### Points attribués
| Position           | 1er | 2e  | 3e  | 4e  | 5e | 6e | 7e | 8e | 9e | 10e | 11e | 12e | 13e | 14e | 15e | 16e à 30e | 31e à 40e |
| Classement général | 200 | 150 | 125 | 100 | 85 | 70 | 60 | 50 | 40 | 35  | 30  | 25  | 20  | 15  | 10  | 5         | 3         |

| Classement par points | Classement par points | Classement par points | Classement par points | Classement par points |
| Coureuse              | Coureuse              | Pays                  | Équipe                | Points                |
| --------------------- | --------------------- | --------------------- | --------------------- | --------------------- |
| 1re                   | Anna van der Breggen  | Pays-Bas              | Boels Dolmans         | 205 pts               |
| 2e                    | Amy Pieters           | Pays-Bas              | Boels Dolmans         | 200 pts               |
| 3e                    | Alexis Magner         | États-Unis            | Canyon-SRAM Racing    | 150 pts               |
| 4e                    | Katarzyna Niewiadoma  | Pologne               | Canyon-SRAM Racing    | 150 pts               |
| 5e                    | Marta Bastianelli     | Italie                | Alé Cipollini         | 130 pts               |
| 6e                    | Chloe Hosking         | Australie             | Alé Cipollini         | 125 pts               |
| 7e                    | Elisa Longo Borghini  | Italie                | Wiggle High5          | 125 pts               |
| 8e                    | Chantal Blaak         | Pays-Bas              | Boels Dolmans         | 100 pts               |
| 9e                    | Marianne Vos          | Pays-Bas              | WaowDeals             | 85 pts                |
| 10e                   | Lucy Kennedy          | Australie             | Mitchelton-Scott      | 85 pts                |

| Classement par points | Classement par points | Classement par points | Classement par points | Classement par points |
| Coureuse              | Coureuse              | Pays                  | Équipe                | Points                |
| --------------------- | --------------------- | --------------------- | --------------------- | --------------------- |
| 1re                   | Anna van der Breggen  | Pays-Bas              | Boels Dolmans         | 205 pts               |
| 2e                    | Amy Pieters           | Pays-Bas              | Boels Dolmans         | 200 pts               |
| 3e                    | Alexis Magner         | États-Unis            | Canyon-SRAM Racing    | 150 pts               |
| 4e                    | Katarzyna Niewiadoma  | Pologne               | Canyon-SRAM Racing    | 150 pts               |
| 5e                    | Marta Bastianelli     | Italie                | Alé Cipollini         | 130 pts               |
| 6e                    | Chloe Hosking         | Australie             | Alé Cipollini         | 125 pts               |
| 7e                    | Elisa Longo Borghini  | Italie                | Wiggle High5          | 125 pts               |
| 8e                    | Chantal Blaak         | Pays-Bas              | Boels Dolmans         | 100 pts               |
| 9e                    | Marianne Vos          | Pays-Bas              | WaowDeals             | 85 pts                |
| 10e                   | Lucy Kennedy          | Australie             | Mitchelton-Scott      | 85 pts                |

| Classement du meilleur jeune | Classement du meilleur jeune | Classement du meilleur jeune | Classement du meilleur jeune | Classement du meilleur jeune |
| Coureuse                     | Coureuse                     | Pays                         | Équipe                       | Points                       |
| ---------------------------- | ---------------------------- | ---------------------------- | ---------------------------- | ---------------------------- |
| 1re                          | Sofia Bertizzolo             | Italie                       | Astana Women's Team          | 6 pts                        |
| 2e                           | Angelica Brogi               | Italie                       | Aromitalia Vaiano            | 6 pts                        |
| 3e                           | Jeanne Korevaar              | Pays-Bas                     | WaowDeals                    | 4 pts                        |
| 4e                           | Liane Lippert                | Allemagne                    | Sunweb                       | 4 pts                        |
| 5e                           | Elisa Balsamo                | Italie                       | Valcar PBM                   | 2 pts                        |
| 6e                           | Abby-Mae Parkinson           | Royaume-Uni                  | Trek-Drops                   | 2 pts                        |

| Classement du meilleur jeune | Classement du meilleur jeune | Classement du meilleur jeune | Classement du meilleur jeune | Classement du meilleur jeune |
| Coureuse                     | Coureuse                     | Pays                         | Équipe                       | Points                       |
| ---------------------------- | ---------------------------- | ---------------------------- | ---------------------------- | ---------------------------- |
| 1re                          | Sofia Bertizzolo             | Italie                       | Astana Women's Team          | 6 pts                        |
| 2e                           | Angelica Brogi               | Italie                       | Aromitalia Vaiano            | 6 pts                        |
| 3e                           | Jeanne Korevaar              | Pays-Bas                     | WaowDeals                    | 4 pts                        |
| 4e                           | Liane Lippert                | Allemagne                    | Sunweb                       | 4 pts                        |
| 5e                           | Elisa Balsamo                | Italie                       | Valcar PBM                   | 2 pts                        |
| 6e                           | Abby-Mae Parkinson           | Royaume-Uni                  | Trek-Drops                   | 2 pts                        |

| Classement par équipes aux points | Classement par équipes aux points  | Classement par équipes aux points | Classement par équipes aux points |
| Équipe                            | Équipe                             | Pays                              | Points                            |
| --------------------------------- | ---------------------------------- | --------------------------------- | --------------------------------- |
| 1re                               | Boels Dolmans                      | Pays-Bas                          | 541 pts                           |
| 2e                                | Alé Cipollini                      | Italie                            | 344 pts                           |
| 3e                                | Canyon-SRAM Racing                 | Allemagne                         | 338 pts                           |
| 4e                                | Sunweb                             | Pays-Bas                          | 206 pts                           |
| 5e                                | Mitchelton-Scott                   | Australie                         | 186 pts                           |
| 6e                                | Wiggle High5                       | Royaume-Uni                       | 150 pts                           |
| 7e                                | WaowDeals                          | Pays-Bas                          | 113 pts                           |
| 8e                                | Cervélo Bigla                      | Danemark                          | 94 pts                            |
| 9e                                | Astana Women's                     | Kazakhstan                        | 85 pts                            |
| 10e                               | FDJ-Nouvelle Aquitaine-Futuroscope | France                            | 63 pts                            |

| Classement par équipes aux points | Classement par équipes aux points  | Classement par équipes aux points | Classement par équipes aux points |
| Équipe                            | Équipe                             | Pays                              | Points                            |
| --------------------------------- | ---------------------------------- | --------------------------------- | --------------------------------- |
| 1re                               | Boels Dolmans                      | Pays-Bas                          | 541 pts                           |
| 2e                                | Alé Cipollini                      | Italie                            | 344 pts                           |
| 3e                                | Canyon-SRAM Racing                 | Allemagne                         | 338 pts                           |
| 4e                                | Sunweb                             | Pays-Bas                          | 206 pts                           |
| 5e                                | Mitchelton-Scott                   | Australie                         | 186 pts                           |
| 6e                                | Wiggle High5                       | Royaume-Uni                       | 150 pts                           |
| 7e                                | WaowDeals                          | Pays-Bas                          | 113 pts                           |
| 8e                                | Cervélo Bigla                      | Danemark                          | 94 pts                            |
| 9e                                | Astana Women's                     | Kazakhstan                        | 85 pts                            |
| 10e                               | FDJ-Nouvelle Aquitaine-Futuroscope | France                            | 63 pts                            |

## Liste des participantes
| Légende | Légende                                                                    | Légende | Légende                                                    |
| ------- | -------------------------------------------------------------------------- | ------- | ---------------------------------------------------------- |
| Num     | Dossard de départ porté par le coureur sur ce Tour de Drenthe              | Pos     | Position à l'arrivée de la course                          |
|         | Indique un maillot de champion national ou mondial, suivi de sa spécialité | NP      | Indique un coureur qui n'a pas pris le départ de la course |
| AB      | Indique un coureur qui n'a pas terminé la course                           | HD      | Indique un coureur qui a terminé la course hors des délais |

| Boels Dolmans DLT | Boels Dolmans DLT               | Boels Dolmans DLT |
| ----------------- | ------------------------------- | ----------------- |
| Num               | Coureur                         | Pos               |
| 1                 | Chantal Blaak (NED) (route)     | 62e               |
| 2                 | Amalie Dideriksen (DEN)         | 77e               |
| 3                 | Christine Majerus (LUX) (route) | 24e               |
| 4                 | Amy Pieters (NED)               | 1re               |
| 5                 | Anna van der Breggen (NED)      | 21e               |
| 6                 | Skylar Schneider (USA)          | AB                |

| Alé Cipollini ALE | Alé Cipollini ALE       | Alé Cipollini ALE |
| ----------------- | ----------------------- | ----------------- |
| Num               | Coureur                 | Pos               |
| 11                | Marta Bastianelli (ITA) | 4e                |
| 12                | Janneke Ensing (NED)    | 17e               |
| 13                | Chloe Hosking (AUS)     | 3e                |
| 14                | Romy Kasper (GER)       | 35e               |
| 15                | Roxane Knetemann (NED)  | 37e               |
| 16                | Soraya Paladin (ITA)    | 32e               |

| Astana Women's ASA | Astana Women's ASA           | Astana Women's ASA |
| ------------------ | ---------------------------- | ------------------ |
| Num                | Coureur                      | Pos                |
| 21                 | Martina Alzini (ITA)         | AB                 |
| 22                 | Sofia Bertizzolo (ITA)       | 12e                |
| 23                 | Amiliya Skakova (KAZ)        | AB                 |
| 24                 | Jeidy Pradera Bernal (CUB)   | AB                 |
| 25                 | Natalya Saifutdinova (KAZ)   | AB                 |
| 26                 | Arlenis Sierra (CUB) (route) | 7e                 |

| BTC City Ljubljana BTC | BTC City Ljubljana BTC     | BTC City Ljubljana BTC |
| ---------------------- | -------------------------- | ---------------------- |
| Num                    | Coureur                    | Pos                    |
| 31                     | Maaike Boogaard (NED)      | 46e                    |
| 32                     | Eugenia Bujak (POL)        | 47e                    |
| 33                     | Anastasiia Iakovenko (RUS) | AB                     |
| 34                     | Corinna Lechner (GER)      | AB                     |
| 35                     | Ursa Pintar (SLO)          | AB                     |
| 36                     | Mia Radotic (CRO) (route)  | AB                     |

| Canyon-SRAM Racing CSR | Canyon-SRAM Racing CSR   | Canyon-SRAM Racing CSR |
| ---------------------- | ------------------------ | ---------------------- |
| Num                    | Coureur                  | Pos                    |
| 41                     | Alice Barnes (GBR)       | 81e                    |
| 42                     | Tiffany Cromwell (AUS )  | 13e                    |
| 43                     | Lisa Klein (GER) (route) | 34e                    |
| 44                     | Christa Riffel (GER)     | 83e                    |
| 45                     | Alexis Ryan (USA )       | 2e                     |
| 46                     | Trixi Worrack (GER)      | 82e                    |

| Cervélo Bigla CBT | Cervélo Bigla CBT               | Cervélo Bigla CBT |
| ----------------- | ------------------------------- | ----------------- |
| Num               | Coureur                         | Pos               |
| 51                | Ann-Sophie Duyck (BEL)          | 31e               |
| 52                | Clara Koppenburg (GER)          | 41e               |
| 53                | Lötta Lepistö (FIN) (route)     | AB                |
| 54                | Nicole Hanselmann (SUI) (route) | AB                |
| 55                | Emma Norsgaard Jørgensen (DEN)  | 42e               |

| Cylance CPC | Cylance CPC                 | Cylance CPC |
| ----------- | --------------------------- | ----------- |
| Num         | Coureur                     | Pos         |
| 61          | Holly Breck (USA )          | AB          |
| 62          | Giorgia Bronzini (ITA)      | 80e         |
| 63          | Jelena Eric (SRB)           | 79e         |
| 64          | Sheyla Gutierrez Ruiz (ESP) | AB          |
| 65          | Marcella Toldi (BRA )       | AB          |

| FDJ-Nouvelle Aquitaine-Futuroscope FUT | FDJ-Nouvelle Aquitaine-Futuroscope FUT | FDJ-Nouvelle Aquitaine-Futuroscope FUT |
| -------------------------------------- | -------------------------------------- | -------------------------------------- |
| Num                                    | Coureur                                | Pos                                    |
| 71                                     | Charlotte Bravard (FRA) (route)        | 74e                                    |
| 72                                     | Roxane Fournier (FRA)                  | 8e                                     |
| 73                                     | Rozanne Slik (NED)                     | 55e                                    |
| 74                                     | Lauren Kitchen (AUS)                   | 26e                                    |
| 75                                     | Greta Richioud (FRA)                   | AB                                     |
| 76                                     | Moniek Tenniglo (NED)                  | 40e                                    |

| Hitec Products HPU | Hitec Products HPU        | Hitec Products HPU |
| ------------------ | ------------------------- | ------------------ |
| Num                | Coureur                   | Pos                |
| 81                 | Susanne Andersen (NOR)    | 57e                |
| 82                 | Simona Frapporti (ITA)    | 15e                |
| 83                 | Tatiana Guderzo (ITA)     | 84e                |
| 84                 | Nina Kessler (NED)        | 68e                |
| 85                 | Line Marie Gulliken (NOR) | AB                 |
| 86                 | Thea Thorsen (NOR)        | 78e                |

| Mitchelton-Scott MTS | Mitchelton-Scott MTS           | Mitchelton-Scott MTS |
| -------------------- | ------------------------------ | -------------------- |
| Num                  | Coureur                        | Pos                  |
| 91                   | Jessica Allen (AUS)            | 39e                  |
| 93                   | Jolien D'Hoore (BEL) (route)   | 11e                  |
| 94                   | Gracie Elvin (AUS)             | 43e                  |
| 95                   | Sarah Roy (AUS)                | 38e                  |
| 96                   | Georgia Williams (NZL) (route) | 45e                  |

| Sunweb SUN | Sunweb SUN               | Sunweb SUN |
| ---------- | ------------------------ | ---------- |
| Num        | Coureur                  | Pos        |
| 101        | Lucinda Brand (NED)      | AB         |
| 102        | Coryn Rivera (USA)       | 6e         |
| 103        | Floortje Mackaij (NED)   | 9e         |
| 104        | Pernille Mathiesen (DEN) | 61e        |
| 105        | Julia Soek (NED)         | 36e        |
| 106        | Ellen van Dijk (NED)     | 10e        |

| Virtu TVC | Virtu TVC                  | Virtu TVC |
| --------- | -------------------------- | --------- |
| Num       | Coureur                    | Pos       |
| 111       | Barbara Guarischi (ITA)    | AB        |
| 112       | Mieke Kröger (GER)         | 27e       |
| 113       | Emilie Moberg (NOR)        | 54e       |
| 114       | Louise Norman Hansen (DEN) | AB        |
| 114       | Katarzyna Pawlowska (POL)  | 53e       |
| 115       | Christina Siggaard (DEN)   | 60e       |

| Valcar-PBM VAL | Valcar-PBM VAL                  | Valcar-PBM VAL |
| -------------- | ------------------------------- | -------------- |
| Num            | Coureur                         | Pos            |
| 121            | Elisa Balsamo (ITA)             | 25e            |
| 122            | Marta Cavalli (ITA)             | 70e            |
| 123            | Maria Giulia Confalonieri (ITA) | AB             |
| 124            | Chiara Consonni (ITA)           | 75e            |
| 125            | Silvia Persico (ITA)            | AB             |
| 126            | Ilaria Sanguineti (ITA)         | AB             |

| WaowDeals WAD | WaowDeals WAD              | WaowDeals WAD |
| ------------- | -------------------------- | ------------- |
| Num           | Coureur                    | Pos           |
| 131           | Jeanne Korevaar (NED)      | 23e           |
| 132           | Anouska Koster (NED)       | 48e           |
| 133           | Danielle Rowe (GBR)        | 28e           |
| 134           | Riejanne Markus (NED)      | 33e           |
| 135           | Monique van de Ree (NED)   | 71e           |
| 136           | Marianne Vos (NED) (route) | 5e            |

| Experza-Footlogix EXP | Experza-Footlogix EXP     | Experza-Footlogix EXP |
| --------------------- | ------------------------- | --------------------- |
| Num                   | Coureur                   | Pos                   |
| 141                   | Nathalie Bex (BEL)        | AB                    |
| 142                   | Thalita de Jong (NED)     | AB                    |
| 143                   | Jessy Druyts (BEL)        | AB                    |
| 144                   | Trine Holmsgaard (DEN)    | AB                    |
| 145                   | Sara Mustonen (SWE)       | 50e                   |
| 146                   | Axelle Dubau-Prévot (FRA) | AB                    |

| Lotto Soudal LSL | Lotto Soudal LSL             | Lotto Soudal LSL |
| ---------------- | ---------------------------- | ---------------- |
| Num              | Coureur                      | Pos              |
| 151              | Demi de Jong (NED)           | 19e              |
| 152              | Valerie Demey (BEL)          | 16e              |
| 153              | Annelies Dom (BEL)           | AB               |
| 154              | Chantal Hoffmann (LUX)       | 73e              |
| 155              | Elisabelle Beckers (BEL)     | AB               |
| 156              | Marjolein van't Geloof (NED) | 49e              |

| Movistar MOV | Movistar MOV                    | Movistar MOV |
| ------------ | ------------------------------- | ------------ |
| Num          | Coureur                         | Pos          |
| 161          | Aude Biannic (FRA)              | 59e          |
| 162          | Margarita Victoria García (ESP) | 52e          |
| 163          | Malgorzata Jasinska (POL)       | 18e          |
| 164          | Lourdes Oyarbide (ESP)          | 67e          |
| 165          | Gloria Rodriguez (ESP)          | AB           |
| 166          | Alba Teruel (ESP)               | 58e          |

| Parkhotel Valkenburg-Destil PVD | Parkhotel Valkenburg-Destil PVD | Parkhotel Valkenburg-Destil PVD |
| ------------------------------- | ------------------------------- | ------------------------------- |
| Num                             | Coureur                         | Pos                             |
| 171                             | Anne de Ruiter (NED)            | AB                              |
| 172                             | Ilona Hoeskma (NED)             | 51e                             |
| 173                             | Hanna Solovey (UKR)             | 29e                             |
| 174                             | Chanella Stougje (NED)          | 76e                             |
| 175                             | Marit Raaijmakers (NED)         | 56e                             |
| 176                             | Esther van Veen (NED)           | 69e                             |

| Tibco-SVB TIB | Tibco-SVB TIB                 | Tibco-SVB TIB |
| ------------- | ----------------------------- | ------------- |
| Num           | Coureur                       | Pos           |
| 181           | Lex Albrecht (CAN)            | AB            |
| 183           | Emma Grant (GBR)              | AB            |
| 184           | Alison Jackson (CAN)          | 63e           |
| 185           | Shannon Malseed (AUS) (route) | AB            |
| 186           | Kendall Ryan (USA)            | AB            |

| WNT-Rotor WNT | WNT-Rotor WNT                     | WNT-Rotor WNT |
| ------------- | --------------------------------- | ------------- |
| Num           | Coureur                           | Pos           |
| 191           | Hayley Jones (cyclist) (en) (GBR) | AB            |
| 192           | Natalie Grinczer (GBR)            | AB            |
| 193           | Elise Maes (NED)                  | 72e           |
| 194           | Eileen Roe (GBR)                  | 20e           |
| 195           | Aafke Soet (NED)                  | AB            |
| 196           | Lea Lin Teutenberg (GER)          | AB            |

| Sélection nationale des Pays-Bas | Sélection nationale des Pays-Bas | Sélection nationale des Pays-Bas |
| -------------------------------- | -------------------------------- | -------------------------------- |
| Num                              | Coureur                          | Pos                              |
| 201                              | Loes Adegeest (NED)              | AB                               |
| 202                              | Danique Braam (NED)              | 65e                              |
| 203                              | Melanie Klement (NED)            | AB                               |
| 204                              | Evy Kuijpers (NED)               | AB                               |
| 205                              | Mareille Meijering (NED)         | AB                               |
| 206                              | Nicole Steigenga (NED)           | 64e                              |

| Bizkaia - Durango BPD | Bizkaia - Durango BPD          | Bizkaia - Durango BPD |
| --------------------- | ------------------------------ | --------------------- |
| Num                   | Coureur                        | Pos                   |
| 211                   | Sandra Alonso (ESP)            | AB                    |
| 212                   | Lucia Gonzalez (ESP)           | AB                    |
| 213                   | Danielle Christmas (GBR)       | 66e                   |
| 214                   | Henrietta Colborne (GBR)       | AB                    |
| 215                   | Cristina Martínez (ESP)        | AB                    |
| 216                   | Anna Zita Maria Stricker (ITA) | AB                    |

| Wiggle High5 WHT | Wiggle High5 WHT       | Wiggle High5 WHT |
| ---------------- | ---------------------- | ---------------- |
| Num              | Coureur                | Pos              |
| 221              | Rachele Barbieri (ITA) | AB               |
| 222              | Lisa Brennauer (GER)   | 14e              |
| 223              | Emilia Fahlin (SWE)    | 22e              |
| 224              | Lucy Garner (GBR)      | AB               |
| 225              | Julie Leth (DEN)       | 30e              |
| 226              | Kirsten Wild (NED)     | 44e              |

Source.